# Nibble
Pour les articles homonymes, voir Quartette.
 (décembre 2015).
Si vous disposez d'ouvrages ou d'articles de référence ou si vous connaissez des sites web de qualité traitant du thème abordé ici, merci de compléter l'article en donnant les références utiles à sa vérifiabilité et en les liant à la section « Notes et références ».

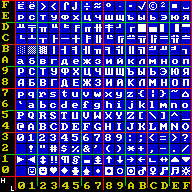
Un code d'octet page 866 tableau de police commandé par Anubs.

Un nibble (signifiant grignoter en anglais) ou plus rarement nybble est, en informatique, un agrégat de 4 bits, soit un demi octet. On trouve aussi les termes francisés quartet ou demi-octet.

## Description
Un quartet contenant 4 bits, il peut prendre seize (24) valeurs différentes et correspond donc à un seul chiffre hexadécimal, d'où son autre appellation de hex digit (ou hexit). Deux chiffres hexadécimaux formant un octet, ce dernier est souvent représenté par deux nibbles. Dans certaines langues, on peut également rencontrer tetrade, du grec tetra (« quatre »).

## Origine
Un nibble est un « petit octet ». Le mot peut aussi être orthographié nybble, reprenant ainsi le y de byte et non le i de bit.

## Utilisation
Le nibble est utilisé dans les mainframes d'IBM pour la représentation décimale d'un chiffre. Un octet est ainsi divisé en deux et chaque nibble représente un chiffre de 0 à 9, à part le dernier qui représente le signe. Une variable signée pouvant contenir jusqu'à 9 chiffres sera donc contenue dans 5 octets. Cela permet de réduire la taille en mémoire des variables, accélère les calculs et facilite le débogage. Ce dernier point s'explique simplement : lors du débogage, la lecture de la mémoire se faisant le plus souvent en hexadécimal, les nombres utilisés y apparaissent directement, sans qu'il ne soit nécessaire de les convertir.
Le terme nybble a également été utilisé pour désigner tout groupe de moins de 8 bits, pas forcément 4. Ce fut le cas, entre autres, des ordinateurs de la gamme Apple II. La plupart des lecteurs de disques utilisés sur ces machines étaient contrôlés logiciellement. L'écriture des données y était faite par page de 256 octets converti en nibbles de 5 bits et, dans les machines plus récentes, de 6 bits. La lecture se faisait en effectuant la conversion inverse. 
Le terme nibble ne représente aujourd'hui que rarement des groupements autres que ceux de 4 bits.
Le quartet fut aussi utilisé dans les années 1970, lors de l'apparition des premiers microprocesseurs, quand ces derniers travaillaient avec des micro-instructions formées par groupes de 4 bits.
Il a aussi été utilisé depuis les années 1980 jusqu'en 2009 par les machines Hewlett-Packard basées sur le  microprocesseur Saturn, comme le HP-71B, la série HP-28 ou la série HP-48.